# Las raíces de la coincidencia
Las raíces de la coincidencia es un libro escrito por Arthur Koestler. Se trata de una agradable introducción a las teorías de la parapsicología, incluyendo percepción extrasensorial y psicoquinesis. Postula vínculos entre los elementos de la mecánica cuántica, como el comportamiento de los neutrinos y su interacción con el tiempo, y estos fenómenos paranormales. Está influenciado por el concepto de sincronicidad de Carl Gustav Jung.

## Apariciones en la cultura popular
- En el volumen 7 de la novela gráfica de Alan Moore-David Lloyd's V de Vendetta, el inspector Finch es visto leyendo Las raíces de la coincidencia. Se hacen diversas referencias de Koestler en la novela gráfica. Las ideas de Koestler también pudieron haber influenciado en la creación del personaje Dr. Manhattan en la novela gráfica de Alan Moore y Dave Gibbons Watchmen.
- El músico Sting era un ávido lector de Koestler. Sting llamó al último disco de The Police Synchronicity como una referencia a Las raíces de la coincidencia. Sting también nombró al álbum anterior de The Police, Ghost in the Machine (El fantasma en la máquina), en referencia a otro de los libros de Koestler.
- "Las rutas de la coincidencia" es también el nombre de una canción ganadora del Premio Grammy de 1990 a Mejor Performance de Rock Instrumental de Pat Metheny Group, incluida en su álbum de 1997 Imaginary Day (Día Imaginario).